# Moss Beach
Moss Beach és una concentració de població designada pel cens dels Estats Units a l'estat de Califòrnia. Segons el cens del 2000 tenia 1.953 habitants.

## Demografia
Segons el cens del 2000, Moss Beach tenia 1953 habitants, 740 habitatges, i 526 famílies. La densitat de població era de 421,3 habitants/km².
Dels 740 habitatges en un 36,1% hi vivien nens de menys de 18 anys, en un 58,9% hi vivien parelles casades, en un 7,4% dones solteres, i en un 28,9% no eren unitats familiars. En el 18,4% dels habitatges hi vivien persones soles el 2,6% de les quals corresponia a persones de 65 anys o més que vivien soles. El nombre mitjà de persones vivint en cada habitatge era de 2,64 i el nombre mitjà de persones que vivien en cada família era de 2,98.
Per edats la població es repartia de la següent manera: un 23,7% tenia menys de 18 anys, un 6% entre 18 i 24, un 29% entre 25 i 44, un 36,1% de 45 a 60 i un 5,2% 65 anys o més.
L'edat mediana era de 41 anys. Per cada 100 dones de 18 o més anys hi havia 101,6 homes.
La renda mediana per habitatge era de 91.992 $ i la renda mediana per família de 99.307 $. Els homes tenien una renda mediana de 81.619 $ mentre que les dones 41.411 $. La renda per capita de la població era de 41.283 $. Entorn del 3,2% de les famílies i el 4,3% de la població estaven per davall del llindar de pobresa.

## Poblacions més properes
El següent diagrama mostra les poblacions més properes.